# Roșia de Secaș
Roșia de Secaș (anciennement Roșia, en hongrois : Székásveresegyháza, en allemand : Rothkirch) est une commune du județ d'Alba, Roumanie qui compte 1 542 habitants.
La commune est composée de trois villages : Roșia de Secaș, Tău et Ungurei.

## Démographie
D'après le recensement de 2011, la commune compte 1 542 habitants, en forte baisse par rapport au recensement de 2002 où elle en comptait 1 696.
Lors de ce recensement de 2011, 91,57 % de la population se déclare roumaine, 4,73 % de la population se déclare rom (3,05 % ne déclare pas d'appartenance ethnique).

## Politique
| Période                                  | Période  | Identité              | Étiquette | Qualité |
| ---------------------------------------- | -------- | --------------------- | --------- | ------- |
| Les données manquantes sont à compléter. |          |                       |           |         |
| 2012                                     | 2016     | Vasile Nicolae Bogdan | PDL       |         |
| 2016                                     | En cours | Ioan Cristea          | PSD       |         |

| Parti | Parti                           | Sièges |
| ----- | ------------------------------- | ------ |
|       | Parti national libéral (PNL)    | 5      |
|       | Parti social-démocrate (PSD)    | 5      |
|       | Parti Mouvement populaire (PMP) | 1      |

## Galerie
|                        |
| Église en bois de Tău. |

|                        |
| Église en bois de Tău. |